# 1263

## Události
- Přemysl Otakar II. zakládá klášter Zlatá Koruna
- založen bavorský cisterciácký klášter Fürstenfeld

## Úmrtí
- 7. ledna – Anežka Meránská, vévodkyně rakouská, štýrská a poté korutanská (* 1215)
- 16. ledna – Šinran Šónin, japonský buddhistický mnich, zakladatel buddhistické školy Džódo šinšú (* 21. května 1173)
- 12. září – Mindaugas, litevský král (* 1203)
- 14. listopadu – Alexandr Něvský, kníže novgorodský a velkokníže vladimirský (* 1220)
- 15. prosince – Haakon IV., norský král (* 1204)
- Rostislav Haličský, bán mačevský a slavonský, uchazeč o bulharský trůn, syn sv. Michala Černigovského z rodu Rurikovců (* 1225)

## Hlava státu
- České království – Přemysl Otakar II.
- Svatá říše římská – Richard Cornwallský – Alfons X. Kastilský
- Papež – Urban IV.
- Anglické království – Jindřich III. Plantagenet
- Francouzské království – Ludvík IX.
- Polské knížectví – Boleslav V. Stydlivý
- Uherské království – Béla IV.
- Aragonské království – Jakub I. Dobyvatel
- Portugalské království – Alfons III.
- Byzantská říše – Michael VIII. Palaiologos